# Stal Gorzów Wielkopolski (żużel) w sezonie 2018
Sezon 2018 był 52. Stali Gorzów Wielkopolski w ekstralidze i 71. w historii klubu.

## Rozgrywki

### Statystyki
Zasady klasyfikacji: minimum 1 start w rozgrywkach ekstraligi w sezonie 2018.
| Msc. | Żużlowiec          | Wiek | M. | B. | Pkt. | Bon. | Razem | Śr. bieg. | KSM |
| ---- | ------------------ | ---- | -- | -- | ---- | ---- | ----- | --------- | --- |
| 1    | Bartosz Zmarzlik   | 23   | 18 | 94 | 237  | 5    | 242   | 2,575     | –   |
| 7    | Krzysztof Kasprzak | 34   | 18 | 93 | 172  | 14   | 206   | 2,215     | –   |
| 11   | Martin Vaculík     | 28   | 11 | 54 | 106  | 7    | 113   | 2,093     | –   |
| 29   | Szymon Woźniak     | 25   | 17 | 80 | 117  | 14   | 131   | 1,638     | –   |
| 39   | Rafał Karczmarz    | 19   | 14 | 45 | 50   | 12   | 62    | 1,378     | –   |
| 41   | Grzegorz Walasek   | 42   | 16 | 65 | 65   | 18   | 83    | 1,277     | –   |
| 42   | Linus Sundström    | 28   | 10 | 40 | 37   | 11   | 48    | 1,200     | –   |
| nsk  | Alan Szczotka      | 17   | 17 | 33 | 15   | 3    | 18    | 0,546     | –   |
| nsk  | Hubert Czerniawski | 18   | 15 | 31 | 15   | 1    | 16    | 0,516     | –   |

Wiek według roku urodzenia. Żużlowcy do 21 lat - młodzieżowcy (inaczej juniorzy),
M. - liczba meczów, B. - liczba biegów, Pkt. - liczba punktów, Bon. - liczba bonusów,
Razem - suma Pkt. i Bon., Śr. bieg. - iloraz Razem przez B., KSM - iloczyn Śr. bieg. bez Bon. razy 4,
Msc. - miejsce na liście klasyfikacyjnej, nsk - żużlowiec niesklasyfikowany

### PGE Ekstraliga
| 1 runda 8 kwietnia 2018 | Cash Broker Stal Gorzów Wielkopolski | 54:35 | Get Well Toruń | Stadion im. Edwarda Jancarza Widzów: 11 000 Sędzia: Paweł Słupski |
| 1 runda 8 kwietnia 2018 | 9. Martin Vaculík 13 (3,2,2,3,3) 10. Linus Sundström 5 (1,1,0,2,1) 11. Krzysztof Kasprzak 15 (3,3,3,3,3) 12. Szymon Woźniak 2 (1,0,1,0) 13. Bartosz Zmarzlik 14 (3,3,3,3,2) 14. Alan Szczotka 1 (1,0,–) 15. Rafał Karczmarz 4 (2,2,0) 16. Hubert Czerniawski 0 (w) | 54:35 | 1. Jason Doyle 0 (u/w,–,–,–,–) 2. Paweł Przedpełski 5 (2,2,1,0,–) 3. Niels K. Iversen 7 (2,1,3,1,0,–) 4. Grzegorz Walasek 4 (0,2,1,1) 5. Rune Holta 8 (1,3,2,2,d) 6. Daniel Kaczmarek 5 (3,0,0,2) 7. Igor Kopeć-Sobczyński 0 (0,0,–) 8. Jack Holder 6 (1,2,w,2,1) | Stadion im. Edwarda Jancarza Widzów: 11 000 Sędzia: Paweł Słupski |

| 2 runda 15 kwietnia 2018 | Fogo Unia Leszno | 48:42 | Cash Broker Stal Gorzów Wielkopolski | Stadion im. Alfreda Smoczyka Widzów: 12 100 Sędzia: Remigiusz Substyk |
| 2 runda 15 kwietnia 2018 | 9. Jarosław Hampel 9 (3,2,1,3,0) 10. Jaimon Lidsey 0 (–,–,0,–) 11. Brady Kurtz 7 (3,1,2,0,1) 12. Janusz Kołodziej 11 (1,3,3,1,3) 13. Emil Sajfutdinow 12 (2,2,3,3,2) 14. Bartosz Smektała 3 (0,u,0,3) 15. Dominik Kubera 6 (3,1,1,0,1) 16. Szymon Szlauderbach ns | 48:42 | 1. Grzegorz Walasek 5 (1,0,2,2) 2. Linus Sundström 5 (2,2,1,0,–) 3. Krzysztof Kasprzak 12 (2,3,2,2,0,3) 4. Szymon Woźniak 4 (0,1,3,0,–) 5. Bartosz Zmarzlik 12 (3,3,1,2,2,1) 6. Rafał Karczmarz 3 (2,0,1) 7. Alan Szczotka 1 (1,0,0) | Stadion im. Alfreda Smoczyka Widzów: 12 100 Sędzia: Remigiusz Substyk |

| 3 runda 22 kwietnia 2018 | Betard Sparta Wrocław | 54:36 | Cash Broker Stal Gorzów Wielkopolski | Stadion Olimpijski we Wrocławiu Widzów: 12 536 Sędzia: Artur Kuśmierz |
| 3 runda 22 kwietnia 2018 | 9. Tai Woffinden 9 (3,3,2,1,0) 10. Damian Dróżdż 0 (–,–,–,–) 11. Maciej Janowski 10 (1,3,1,3,2) 12. Andžejs Ļebedevs 8 (2,1,3,2,0) 13. Václav Milík 5 (3,1,1,d,–) 14. Maksym Drabik 11 (3,3,2,3) 15. Patryk Wojdyło 3 (2,1,0) 16. Max Fricke 8 (1,1,3,3) | 54:36 | 1. Szymon Woźniak 10 (2,2,2,2,1,1) 2. Linus Sundström 0 (0,0,–,–) 3. Krzysztof Kasprzak 7 (3,0,1,1,2) 4. Grzegorz Walasek 3 (0,2,d,0,1) 5. Bartosz Zmarzlik 15 (2,2,3,2,3,3) 6. Alan Szczotka 1 (1,0,0) 8. Filip Hjelmland ns | Stadion Olimpijski we Wrocławiu Widzów: 12 536 Sędzia: Artur Kuśmierz |

| 4 runda 29 kwietnia 2018 | Cash Broker Stal Gorzów Wielkopolski | 53:37 | Grupa Azoty Unia Tarnów | Stadion im. Edwarda Jancarza Widzów: 13 774 Sędzia: Remigiusz Substyk |
| 4 runda 29 kwietnia 2018 | 9. Krzysztof Kasprzak 11 (2,3,1,3,2) 10. Grzegorz Walasek 7 (1,1,2,2,1) 11. Szymon Woźniak 14 (3,2,3,3,3) 12. Linus Sundström 3 (1,0,w,2) 13. Bartosz Zmarzlik 12 (3,3,3,3,w) 14. Hubert Czerniawski 2 (1,0,1) 15. Alan Szczotka 4 (3,1,0) 16. Filip Hjelmland ns | 53:37 | 1. Nicki Pedersen 13 (3,3,2,3,2,–) 2. Artur Mroczka 3 (0,1,1,0,1) 3. Peter Kildemand 6 (2,2,0,1,1,w) 4. Jakub Jamróg 1 (u,1,–,–,–) 5. Kenneth Bjerre 11 (2,2,2,0,3,2) 6. Patryk Rolnicki 3 (2,d,1,0) 7. Kacper Konieczny 0 (0,t,–) 8. Wiktor Kułakow ns | Stadion im. Edwarda Jancarza Widzów: 13 774 Sędzia: Remigiusz Substyk |

| 5 runda 4 maja 2018 | MrGarden GKM Grudziądz | 49:41 | Cash Broker Stal Gorzów Wielkopolski | Stadion żużlowy w Grudziądzu Widzów: 5 500 Sędzia: Artur Kuśmierz |
| 5 runda 4 maja 2018 | 9. Przemysław Pawlicki 7 (2,1,1,3,0) 10. Kai Huckenbeck 5 (0,3,2,0) 11. Antonio Lindbäck 12 (2,3,2,2,3) 12. Krzysztof Buczkowski 9 (3,2,1,2,1) 13. Artiom Łaguta 12 (3,3,3,3,0) 14. Dawid Wawrzyniak 3 (3,0,0) 15. Kamil Wieczorek 1 (1,0,0) 16. Krystian Pieszczek ns | 49:41 | 1. Szymon Woźniak 7 (1,1,2,3,0,–) 2. Linus Sundström 5 (3,0,1,1) 3. Krzysztof Kasprzak 11 (1,2,3,2,2,1) 4. Grzegorz Walasek 1 (0,1,0,–,–) 5. Bartosz Zmarzlik 12 (1,2,3,1,3,2) 6. Alan Szczotka 3 (2,0,1) 7. Hubert Czerniawski 2 (0,2,0) 8. Filip Hjelmland ns | Stadion żużlowy w Grudziądzu Widzów: 5 500 Sędzia: Artur Kuśmierz |

| 6 runda 20 maja 2018 | Cash Broker Stal Gorzów Wielkopolski | 53:37 | forBET Włókniarz Częstochowa | Stadion im. Edwarda Jancarza Widzów: 13 637 Sędzia: Remigiusz Substyk |
| 6 runda 20 maja 2018 | 9. Krzysztof Kasprzak 11 (w,3,3,2,3) 10. Grzegorz Walasek 7 (1,–,2,2,2) 11. Szymon Woźniak 13 (3,2,3,3,2) 12. Linus Sundström 2 (0,w,1,1) 13. Bartosz Zmarzlik 13 (3,1,3,3,3) 14. Alan Szczotka 1 (1,0,0) 15. Rafał Karczmarz 6 (2,2,2,0) 16. Hubert Czerniawski ns | 53:37 | 1. Leon Madsen 11 (3,3,2,2,1,0) 2. Tobiasz Musielak 5 (2,1,1,1,–) 3. Adrian Miedziński 4 (2,2,0,w,–) 4. Matej Žagar 9 (1,3,1,3,0,1) 5. Fredrik Lindgren 4 (1,1,2,0) 6. Michał Gruchalski 4 (3,d,1) 7. Adrian Woźniak 0 (0,0,d) 8. Andreas Lyager ns | Stadion im. Edwarda Jancarza Widzów: 13 637 Sędzia: Remigiusz Substyk |

| 7 runda 27 maja 2018 | Falubaz Zielona Góra | 43:47 | Cash Broker Stal Gorzów Wielkopolski | Stadion żużlowy w Zielonej Górze Widzów: 15 000 Sędzia: Krzysztof Meyze |
| 7 runda 27 maja 2018 | 9. Grzegorz Zengota 3 (2,0,1,–,–) 10. Jacob Thorssell 1 (0,1,0,–) 11. Michael J. Jensen 13 (3,3,2,2,1,2) 12. Piotr Protasiewicz 5 (1,1,1,w,2) 13. Patryk Dudek 14 (1,3,3,1,3,3) 14. Sebastian Niedźwiedź 2 (2,0,0) 15. Alex Zgardziński 5 (3,2,0,0) 16. Mateusz Tonder ns | 43:47 | 1. Szymon Woźniak 9 (3,2,1,3,0) 2. Linus Sundström 5 (1,0,2,2) 3. Krzysztof Kasprzak 7 (0,1,2,3,1) 4. Grzegorz Walasek 10 (2,2,3,3,0) 5. Bartosz Zmarzlik 12 (3,3,3,2,1) 6. Rafał Karczmarz 4 (1,2,1) 7. Hubert Czerniawski 0 (0,0,0) 8. Alan Szczotka ns | Stadion żużlowy w Zielonej Górze Widzów: 15 000 Sędzia: Krzysztof Meyze |

| 8 runda 10 czerwca 2018 | Cash Broker Stal Gorzów Wielkopolski | 49:35 | Falubaz Zielona Góra | Stadion im. Edwarda Jancarza Widzów: 14 500 Sędzia: Artur Kuśmierz |
| 8 runda 10 czerwca 2018 | 9. Krzysztof Kasprzak 11 (3,2,3,3) 10. Grzegorz Walasek 3 (0,1,2,0) 11. Szymon Woźniak 10 (1,1,2,3,3) 12. Linus Sundström 5 (2,2,1,0,0) 13. Bartosz Zmarzlik 12 (3,3,3,3) 14. Hubert Czerniawski 3 (2,0,1) 15. Rafał Karczmarz 5 (3,0,2) 16. Alan Szczotka ns | 49:35 | 1. Kacper Gomólski 1 (1,0,0,–) 2. Grzegorz Zengota 10 (2,3,1,2,2) 3. Michael J. Jensen 10 (3,2,1,1,2,1) 4. Piotr Protasiewicz 1 (0,1,0,–) 5. Patryk Dudek 11 (2,3,3,1,2) 6. Mateusz Tonder 0 (0,0,–) 7. Alex Zgardziński 2 (1,1,0,0) | Stadion im. Edwarda Jancarza Widzów: 14 500 Sędzia: Artur Kuśmierz |

| 9 runda 17 czerwca 2018 | forBET Włókniarz Częstochowa | 49:41 | Cash Broker Stal Gorzów Wielkopolski | SGP Arena Częstochowa Widzów: 12 000 Sędzia: Paweł Słupski |
| 9 runda 17 czerwca 2018 | 9. Leon Madsen 14 (3,2,3,3,3) 10. Tobiasz Musielak 1 (0,1,0,–) 11. Adrian Miedziński 8 (2,3,1,2,w) 12. Matej Žagar 9 (3,2,2,0,2) 13. Fredrik Lindgren 11 (2,2,3,3,1) 14. Bartosz Świącik 2 (1,0,1) 15. Michał Gruchalski 4 (3,1,0,0) 16. Andreas Lyager ns | 49:41 | 1. Szymon Woźniak 7 (1,0,2,3,1) 2. Martin Vaculík 5 (2,1,1,1) 3. Krzysztof Kasprzak 10 (1,3,2,2,2,0) 4. Grzegorz Walasek 2 (0,1,1,–,–) 5. Bartosz Zmarzlik 15 (3,3,3,1,3,2) 6. Rafał Karczmarz 0 (0,–,–) 7. Hubert Czerniawski 2 (2,0,0,0) 8. Alan Szczotka 0 (0) | SGP Arena Częstochowa Widzów: 12 000 Sędzia: Paweł Słupski |

| 10 runda 1 lipca 2018 | Cash Broker Stal Gorzów Wielkopolski | 54:36 | MrGarden GKM Grudziądz | Stadion im. Edwarda Jancarza Widzów: 13 109 Sędzia: Michał Sasień |
| 10 runda 1 lipca 2018 | 9. Krzysztof Kasprzak 11 (2,2,2,2,3) 10. Grzegorz Walasek 6 (3,1,w,1,1) 11. Martin Vaculík 13 (3,3,2,3,2) 12. Linus Sundström 4 (2,1,1,0) 13. Bartosz Zmarzlik 15 (3,3,3,3,3) 14. Alan Szczotka 0 (0,0,0) 15. Hubert Czerniawski 5 (3,1,1) | 54:36 | 1. Przemysław Pawlicki 6 (0,2,2,0,2,0) 2. Kai Huckenbeck 1 (1,0,–,–) 3. Krzysztof Buczkowski 8 (0,2,1,2,1,2) 4. Antonio Lindbäck 2 (1,1,–,–,0) 5. Artiom Łaguta 15 (2,3,3,3,3,1) 6. Kamil Wieczorek 2 (1,0,1) 7. Dawid Wawrzyniak 2 (2,0,0) 8. Krystian Pieszczek 0 (0) | Stadion im. Edwarda Jancarza Widzów: 13 109 Sędzia: Michał Sasień |

| 11 runda 29 lipca 2018 | Grupa Azoty Unia Tarnów | 38:52 | Cash Broker Stal Gorzów Wielkopolski | Stadion Miejski w Tarnowie Widzów: 6 500 Sędzia: Remigiusz Substyk |
| 11 runda 29 lipca 2018 | 9. Nicki Pedersen 9 (3,2,1,2,d,1) 10. Artur Mroczka 4 (2,w,2,d,0) 11. Jakub Jamróg 5 (0,0,2,–,3) 12. Peter Kildemand 8 (2,3,1,2,0) 13. Kenneth Bjerre 6 (3,1,1,1) 14. Dawid Knapik 1 (1,0,–) 15. Patryk Rolnicki 5 (3,1,0,1) 16. Wiktor Kułakow ns | 38:52 | 1. Martin Vaculík 9 (1,1,2,3,2) 2. Szymon Woźniak 7 (0,2,3,2) 3. Krzysztof Kasprzak 14 (3,3,3,3,2) 4. Grzegorz Walasek 5 (1,2,0,1,1) 5. Bartosz Zmarzlik 14 (2,3,3,3,3) 6. Rafał Karczmarz 3 (2,1,0) 7. Hubert Czerniawski 0 (0,0,0) 8. Alan Szczotka ns | Stadion Miejski w Tarnowie Widzów: 6 500 Sędzia: Remigiusz Substyk |

| 12 runda 12 sierpnia 2018 | Cash Broker Stal Gorzów Wielkopolski | 46:44 | Betard Sparta Wrocław | Stadion im. Edwarda Jancarza Widzów: 12 058 Sędzia: Artur Kuśmierz |
| 12 runda 12 sierpnia 2018 | 9. Krzysztof Kasprzak 11 (3,3,2,3,d) 10. Grzegorz Walasek 1 (1,0,0,–) 11. Martin Vaculík 10 (2,1,3,3,1) 12. Szymon Woźniak 6 (1,2,1,1,1) 13. Bartosz Zmarzlik 12 (3,1,3,2,3) 14. Hubert Czerniawski 0 (0,0,0) 15. Rafał Karczmarz 6 (3,2,w,1) | 46:44 | 1. Tai Woffinden 10 (2,3,2,1,2) 2. Damian Dróżdż 0 (0,–,–,–) 3. Maciej Janowski 13 (3,3,1,3,3) 4. Václav Milík 7 (0,2,3,0,2) 5. Max Fricke 7 (1,2,2,2,0) 6. Maksym Drabik 6 (2,0,1,1,0,2) 7. Przemysław Liszka 1 (1,0,w) 8. Patryk Wojdyło ns | Stadion im. Edwarda Jancarza Widzów: 12 058 Sędzia: Artur Kuśmierz |

| 13 runda 27 lipca 2018 | Cash Broker Stal Gorzów Wielkopolski | 45:45 | Fogo Unia Leszno | Stadion im. Edwarda Jancarza Widzów: 11 214 Sędzia: Krzysztof Meyze |
| 13 runda 27 lipca 2018 | 9. Krzysztof Kasprzak 11 (3,3,1,2,2) 10. Grzegorz Walasek 7 (2,1,3,1,0) 11. Martin Vaculík 10 (1,2,2,2,3) 12. Szymon Woźniak 2 (0,1,0,1) 13. Bartosz Zmarzlik 12 (3,3,2,3,1) 14. Hubert Czerniawski 0 (0,0,0) 15. Rafał Karczmarz 3 (1,2,0) 16. Alan Szczotka ns | 45:45 | 1. Emil Sajfutdinow 13 (1,3,3,3,3) 2. Jarosław Hampel 4 (0,0,1,2,1) 3. Brady Kurtz 4 (2,2,0,0) 4. Janusz Kołodziej 9 (3,1,2,3,0) 5. Piotr Pawlicki 8 (1,2,3,0,2) 6. Bartosz Smektała 4 (3,0,1) 7. Dominik Kubera 3 (2,0,1) | Stadion im. Edwarda Jancarza Widzów: 11 214 Sędzia: Krzysztof Meyze |

| 14 runda 26 sierpnia 2018 | Get Well Toruń | 55:35 | Cash Broker Stal Gorzów Wielkopolski | Motoarena Toruń Widzów: 6 000 Sędzia: Piotr Lis |
| 14 runda 26 sierpnia 2018 | 9. Jason Doyle 8 (2,1,1,1,3) 10. Chris Holder 9 (3,2,3,1,0) 11. Marcin Kościelski 0 (–,–,–,–,–) 12. Paweł Przedpełski 3 (1,1,1,–) 13. Niels K. Iversen 11 (2,3,2,3,1) 14. Igor Kopeć-Sobczyński 4 (2,0,2) 15. Daniel Kaczmarek 9 (3,1,3,2) 16. Jack Holder 11 (2,2,3,3,1) | 55:35 | 1. Martin Vaculík 6 (1,3,1,1,0) 2. Szymon Woźniak 0 (0,0,0,–,–) 3. Krzysztof Kasprzak 11 (3,2,2,0,2,2) 4. Grzegorz Walasek 1 (0,1,w,0) 5. Bartosz Zmarzlik 16 (3,3,2,2,3,3) 6. Rafał Karczmarz 0 (0,0,0) 7. Alan Szczotka 1 (1,0,0) 8. Hubert Czerniawski ns | Motoarena Toruń Widzów: 6 000 Sędzia: Piotr Lis |

| 15 runda 2 września 2018 | forBET Włókniarz Częstochowa | 41:49 | Cash Broker Stal Gorzów Wielkopolski | SGP Arena Częstochowa Widzów: 13 000 Sędzia: Krzysztof Meyze |
| 15 runda 2 września 2018 | 9. Leon Madsen 11 (2,3,3,2,1) 10. Tobiasz Musielak 4 (1,2,1,0,–) 11. Adrian Miedziński 5 (0,2,1,2,0) 12. Fredrik Lindgren 6 (2,1,2,1,0) 13. Matej Žagar 3 (3,w,–,–) 14. Bartosz Świącik 1 (0,1,t) 15. Michał Gruchalski 11 (3,1,2,3,2) 16. Andreas Lyager 0 (0) | 41:49 | 1. Martin Vaculík 15 (3,3,3,3,3) 2. Grzegorz Walasek 1 (w,0,1,–) 3. Krzysztof Kasprzak 10 (3,3,0,2,2) 4. Szymon Woźniak 6 (1,2,2,0,1) 5. Bartosz Zmarzlik 11 (2,0,3,3,3) 6. Rafał Karczmarz 5 (2,1,1,1) 7. Alan Szczotka 1 (1,0,0) 8. Hubert Czerniawski ns | SGP Arena Częstochowa Widzów: 13 000 Sędzia: Krzysztof Meyze |

| 16 runda 9 września 2018 | Cash Broker Stal Gorzów Wielkopolski | 51:39 | forBET Włókniarz Częstochowa | Stadion im. Edwarda Jancarza Widzów: 12 491 Sędzia: Remigiusz Substyk |
| 16 runda 9 września 2018 | 9. Krzysztof Kasprzak 11 (2,3,d,3,3) 10. Linus Sundström 3 (0,1,1,1) 11. Martin Vaculík 9 (3,3,w,2,1) 12. Szymon Woźniak 9 (1,2,3,1,2) 13. Bartosz Zmarzlik 12 (3,3,3,3,–) 14. Alan Szczotka 2 (1,1,0) 15. Rafał Karczmarz 5 (3,2,0,0) 16. Hubert Czerniawski ns | 51:39 | 1. Leon Madsen 14 (3,1,2,3,3,2) 2. Tobiasz Musielak 2 (1,0,1,0,–) 3. Adrian Miedziński 11 (0,2,2,2,2,3) 4. Andreas Lyager 3 (2,0,–,–,1) 5. Fredrik Lindgren 5 (1,2,2,0) 6. Michał Gruchalski 4 (2,0,1,1,u) 7. Bartosz Świącik 0 (0,0,–) | Stadion im. Edwarda Jancarza Widzów: 12 491 Sędzia: Remigiusz Substyk |

| 17 runda 16 września 2018 | Cash Broker Stal Gorzów Wielkopolski | 46:44 | Fogo Unia Leszno | Stadion im. Edwarda Jancarza Widzów: 13 000 Sędzia: Artur Kuśmierz |
| 17 runda 16 września 2018 | 9. Krzysztof Kasprzak 8 (1,2,2,1,2) 10. Grzegorz Walasek 5 (2,0,1,2) 11. Martin Vaculík 9 (3,0,0,3,3) 12. Szymon Woźniak 7 (2,1,2,2,0) 13. Bartosz Zmarzlik 13 (3,2,3,3,2) 14. Hubert Czerniawski 1 (0,1,–) 15. Rafał Karczmarz 3 (3,0,0) 16. Alan Szczotka 0 (0) | 46:44 | 1. Emil Sajfutdinow 10 (3,3,2,1,1) 2. Brady Kurtz 4 (0,2,1,1,0) 3. Jarosław Hampel 7 (0,3,3,d,1) 4. Janusz Kołodziej 0 (t,w,0,–) 5. Piotr Pawlicki 13 (1,3,3,3,3) 6. Bartosz Smektała 4 (1,1,2) 7. Dominik Kubera 6 (2,1,2,1,0) 8. Jaimon Lidsey ns | Stadion im. Edwarda Jancarza Widzów: 13 000 Sędzia: Artur Kuśmierz |

| 18 runda 29 września 2018 | Fogo Unia Leszno | 50:40 | Cash Broker Stal Gorzów Wielkopolski | Stadion im. Alfreda Smoczyka Widzów: 16 700 Sędzia: Artur Kuśmierz |
| 18 runda 29 września 2018 | 9. Emil Sajfutdinow 10 (2,3,1,3,1) 10. Brady Kurtz 5 (1,1,0,3,–) 11. Jarosław Hampel 11 (2,3,1,3,2) 12. Janusz Kołodziej 11 (3,2,3,1,2) 13. Piotr Pawlicki 2 (1,0,1,–) 14. Bartosz Smektała 9 (3,2,2,1,1) 15. Dominik Kubera 2 (2,0,0) 16. Szymon Szlauderbach ns | 50:40 | 1. Martin Vaculík 7 (3,0,2,2,0) 2. Grzegorz Walasek 1 (0,1,–,0) 3. Krzysztof Kasprzak 10 (1,3,2,1,3) 4. Szymon Woźniak 4 (0,1,3,0,0) 5. Bartosz Zmarzlik 15 (3,2,3,2,2,3) 6. Rafał Karczmarz 3 (1,2,0,0) 7. Alan Szczotka 0 (0,–,0) | Stadion im. Alfreda Smoczyka Widzów: 16 700 Sędzia: Artur Kuśmierz |

### Bilans meczów
| Runda    | 1 | 2 | 3 | 4 | 5 | 6 | 7 | 8 | 9 | 10 | 13 | 11 | 12 | 14 | 15 | 16 | 17 | 18 |
| Miejsce  | D | W | W | D | W | D | W | D | W | D  | D  | W  | D  | W  | W  | D  | D  | W  |
| Rezultat | Z | P | P | Z | P | Z | Z | Z | P | Z  | R  | Z  | Z  | P  | Z  | Z  | Z  | P  |
| Pozycja  | 1 | 3 | 5 | 3 | 4 | 4 | 4 | 3 | 3 | 3  | 3  | 2  | 2  | 2  | 1  | 1  | 1  | 2  |

Legenda:       runda zasadnicza: kolejki 1-14;       play-off: kolejki 15-18;       1. miejsce;       2. miejsce;       3. miejsce;       baraż o prawo startu w ekstralidze w 2019 roku;       spadek
D – mecz rozgrywany u siebie; W – mecz rozgrywany na wyjeździe; Z – zwycięstwo; P – przegrana; R – remis